# La Sortie de San Breta
La Sortie de San Breta (titre original : The Exit to San Breta) est une nouvelle de George R. R. Martin, parue pour la première fois en février 1972 dans le magazine Fantastic. Elle est incluse dans le recueil original Chanson pour Lya (A Song for Lya and Other Stories), regroupant dix histoires de Martin, publié en février 1976 puis traduit en français et publié en octobre 1982 dans le recueil paru aux éditions J'ai lu. Elle fait également partie du recueil R.R.étrospective (GRRM: A RRetrospective), publié en septembre 2003.